# Åkærs amt
Åkærs amt (danska: Åkær Amt) var ett amt i västra Danmark. Amtet omfattade Hads härad på den östra sidan av halvön Jylland, inklusive den närliggande ön Alrø. Med undantag för Hvilsteds socken, hade det för övrigt till större delen samma omfattning som nuvarande Odders kommun.
Åkærs amt saknade städer. Det var annekterat med Skanderborgs amt, med en gemensam amtman såväl som gemensam förvaltning i staden Skanderborg, som trots att den inte ingick i amtet utgjorde residensstad. 

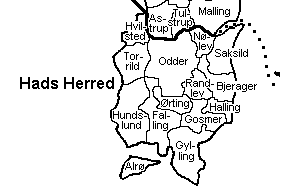
Karta över Hads härad, som mellan 1662 och 1793 utgjorde Åkærs amt.

## Administrativ historik
Åkærs amt bildades när Danmarks län ersattes av amt 1662 och ersatte då det dåvarande slottslänet Åkærs län.
Amtet upphörde i samband med amtsreformen 1793 då det, tillsammans med Havreballegårds och Skanderborgs amt samt delar av Dronningborgs och Silkeborgs amt, blev en del av det då nybildade Århus amt. Sedan kommunreformen 2007 tillhör området Region Mittjylland.